# Uroctonus
Genre
Uroctonus est un genre de scorpions de la famille des Chactidae.

## Distribution
Les espèces de ce genre sont endémiques des États-Unis. Elles se rencontrent en Californie, en Oregon et au Washington.

## Liste des espèces
Selon The Scorpion Files (30/05/2020) :
- Uroctonus franckei Williams, 1986
- Uroctonus grahami Gertsch & Soleglad, 1972
- Uroctonus mordax Thorell, 1876

## Publication originale
- Thorell, 1876 : On the classification of Scorpions. Annals and Magazine of Natural History, sér. 4, vol. 17, no 97, p. 1–15 (texte intégral).